# Контрада Грара (Потенца)
Контрада Грара (итал. Contrada Grara) је насеље у Италији у округу Потенца, региону Базиликата.
Према процени из 2011. у насељу је живело 70 становника. Насеље се налази на надморској висини од 779 м.